# 로코와 그 형제들
《로코와 그 형제들》(이탈리아어: Rocco e i suoi fratelli)은 1960년 개봉한 이탈리아의 드라마 영화이다. 루키노 비스콘티가 감독과 공동각본을 맡았으며, 조반니 테스토리의 소설 Il ponte della Ghisolfa 가 영화의 원작이다. 1960 베네치아 영화제 심사위원대상 수상작이다.

## 내용
아버지를 잃고 토지를 빼앗긴 로코(들롱)는 어머니와 형 시모네(살바토리), 그리고 어린 동생과 함께 큰형인 빈첸초가 일하고 있는 밀라노로 나온다. 이들 한 집안은 곧 생활이 궁해져 시모네는 권투선수로, 로코는 세탁소에 취직한다. 그런데 시모네는 끝내 나디아(지라르도)를 알게 되어 나쁜 세계로 빠져 들고, 로코는 군대에 들어간다. 얼마후 병역을 마친 로코는 나디아를 만나, 그녀를 사랑하게 되는데, 이를 눈치챈 시모네는 노여워서 린치를 가한다. 그녀는 폭력에 의하여 몸을 버리게 된다. 절망한 나디아는 또다시 몸을 망치게 되고, 시모네는 빚 때문에 고발당한다. 로코는 이를 구하고자 권투에 투신하고, 곧바로 두각을 나타낸다. 한편, 시모네는 더욱 구렁텅이로 빠지고, 거기에다가 나디아를 죽이기에 이른다. 로코가 승리했을 때는 이들 형제는 산산히 흩어지게 된다.

## 감상
비스콘티가 이탈리아 북부의 공업화와 남부의 빈곤을 테마로 날카롭게 사회문제를 묘사한 명작이다. 남부에서 온 가난한 한 가정을 중심으로 형제의 인간적인 대립이 리얼하게 카메라 워크에 의해서 표현되고 있다.

## 출연

### 주연
- 알랭 들롱
- 레나토 살바토리

### 조연
- 애니 지라르도
- 스피로스 포카스

## 기타
- 미술: 마리오 가르버글리아
- 의상: 피에로 토시